# Delta Junction (Alasca)
Delta Junction é uma cidade localizada no estado americano de Alasca, na Região Censitária de Southeast Fairbanks.

## Demografia
Segundo o censo americano de 2000, a sua população era de 840 habitantes. Em 2006, foi estimada uma população de 934, um aumento de 94 (11,2%).

## Geografia
De acordo com o United States Census Bureau, a localidade tem uma área de 44,7 km², sem área coberta por água.

## Localidades na vizinhança
O diagrama seguinte representa as localidades num raio de 64 km ao redor de Delta Junction.